# W70
Pour les articles homonymes, voir W70 (homonymie).

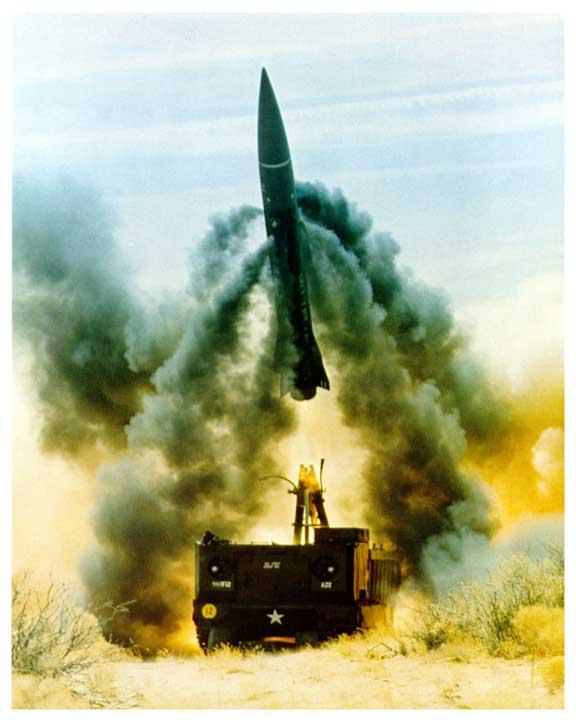
Lancement d'une fusée sol-sol à courte portée Lance, pour laquelle l'ogive nucléaire W70 a été développée.

La W70 était une ogive atomique américaine. Elle était transportée par le missile Lance. La W70-3 en est dérivée.

## Description
Elle a été développée au début des années 1970 par le Laboratoire national de Lawrence Livermore.
La W70 avait une puissance explosive se situant entre 1 kt et 100 kt, puissance ajustable manuellement.
Environ 1250 ogives ont été fabriquées en tout.
La W70-3 était une version modifiée de la W70 et l'une des premières armes nucléaires à produire notablement plus de radiations que des armes de même puissance (mais elle n'était pas une bombe à neutrons). Elle avait une puissance explosive d'environ 1 kt. Fabriquée de 1981 à 1983 et retirée du service en 1992, 380 ogives sont produites en tout.
Le créateur de la bombe à neutrons, Samuel T. Cohen, a critiqué la description de la W70 comme étant une bombe à neutrons : 
« La W70... n'est même pas proche d'une "bombe à neutrons". Plutôt que d'être, dans l'imaginaire populaire, une bombe qui tue les gens et épargne les bâtiments, c'est une bombe qui détruit physiquement et tue à grande échelle. La W70 n'est pas une bombe qui discrimine, comme la bombe à neutrons - qui, en passant, devrait être vue comme une arme qui tue les soldats ennemis tout en épargnant le lieu de vie de la population civile ainsi que celle-ci. »